# Viborgvej (Sønderup)
 For alternative betydninger, se Viborgvej. (Se også artikler, som begynder med Viborgvej)
 Viborgvej   er en 2 sporet motortrafikvej der går fra Nordjyske  Motorvej og til Sønderup, den er en del af primærrute 13 der går imellem Vejle og  Nordjyske  Motorvej ved Rold Skov.
Vejen starter i Nordjyske Motorvej frakørsel 32, og føres derefter mod syd-vest. Den passere Torstedvej og lidt efter Braulstrupvej. Derefter følger den Sønderrupvej  et stykke, hvor den derefter drejer, og passere syd om Sønderup. 
Motortrafikvejen ender syd for Sønderup, hvor vejen forsætter som almindelig hovedlandevej mod Viborg.
| Trafik | Spire Denne trafikartikel er en spire som bør udbygges. Du er velkommen til at hjælpe Wikipedia ved at udvide den. |

|  | Denne artikel om en bygning eller et bygningsværk kan blive bedre, hvis der indsættes et (bedre) billede. Du kan hjælpe ved at afsøge Wikimedia Commons for et passende billede eller lægge et op på Wikimedia Commons med en af de tilladte licenser og indsætte det i artiklen. |

56°49′09″N 9°41′22″Ø / 56.8193°N 9.6894°Ø